# Alice (Dakota Północna)
Alice – miasto w Stanach Zjednoczonych, w stanie Dakota Północna, w hrabstwie Cass.